# النهضة الرياضية بجمال
النهضة الرياضية بجمال (بالفرنسية: Ennahdha Sport de Jemmal)‏، هو نادي رياضي تونسي في مدينة جمال في ولاية المنستير بالساحل التونسي، تأسس سنة 1938.

## وصلات خارجية
- صفحة النهضة الرياضية بجمال على موقع كوووة.
- الموقع الرسمي للجامعة التونسية لكرة القدم.